# تپه کبودآب
تپه کبودآب مربوط به عصر آهن است و در شهرستان گلوگاه، بخش مرکزی، دهستان توسکا چشمه، جنوب روستای اوارد واقع شده و این اثر در تاریخ ۲۶ اسفند ۱۳۸۶ با شمارهٔ ثبت ۲۲۰۰۵ به‌عنوان یکی از آثار ملی ایران به ثبت رسیده است.